# Opel Corsa
Opel Corsa este o mașină supermini proiectată și comercializată de producătorul german de automobile Opel din 1982. A fost vândută sub o varietate de alte mărci (mai ales Vauxhall, Chevrolet și Holden) și, de asemenea, a generat diverse alte modele derivate.

## Corsa F (2019)
Facelift-ul pentru a șasea generație va fi lansat în 2023, prototipurile camuflate fiind surprinse de mai multe ori înainte de prezentarea oficială.